# ابیهالی
ابیهالی (به لاتین: Abbihalli) در هند است که در کارناتاکا واقع شده‌است.